# Stonham Aspal
Stonham Aspal är en by och en civil parish i Mid Suffolk i Suffolk i England. Orten har 542 invånare (2001). Den har en kyrka.